# Województwo gnieźnieńskie
Województwo gnieźnieńskie (łac. Palatinatus Gnesnensis) – województwo Korony Królestwa Polskiego utworzone w 1768 poprzez wydzielenie z województwa kaliskiego jego trzech północnych powiatów; istniało do II rozbioru Polski (1793).
Stolicą województwa było Gniezno. Powierzchnia wynosiła ok. 7 660 km².
Sejmik generalny zbierał się w Kole.
Powiaty:
- gnieźnieński, Gniezno
- kcyński, Kcynia
- nakielski, Nakło

Sąsiednie województwa:
- pomorskie
- inowrocławskie
- brzeskokujawskie
- kaliskie
- poznańskie

Wojewodą gnieźnieńskim był m.in. Antoni Sułkowski w latach 1775–1786